# Chahd Jeljeli
Chahd Jeljeli (ur. 2006) – tunezyjska zapaśniczka walcząca w stylu wolnym. Brązowa medalistka mistrzostw Afryki w 2024 i 2025. Wicemistrzyni arabska w 2024. Mistrzyni Afryki juniorów w 2024, trzecia w 2023 i druga wśród kadetów w 2022 i 2023 roku.